# 桂葉清水

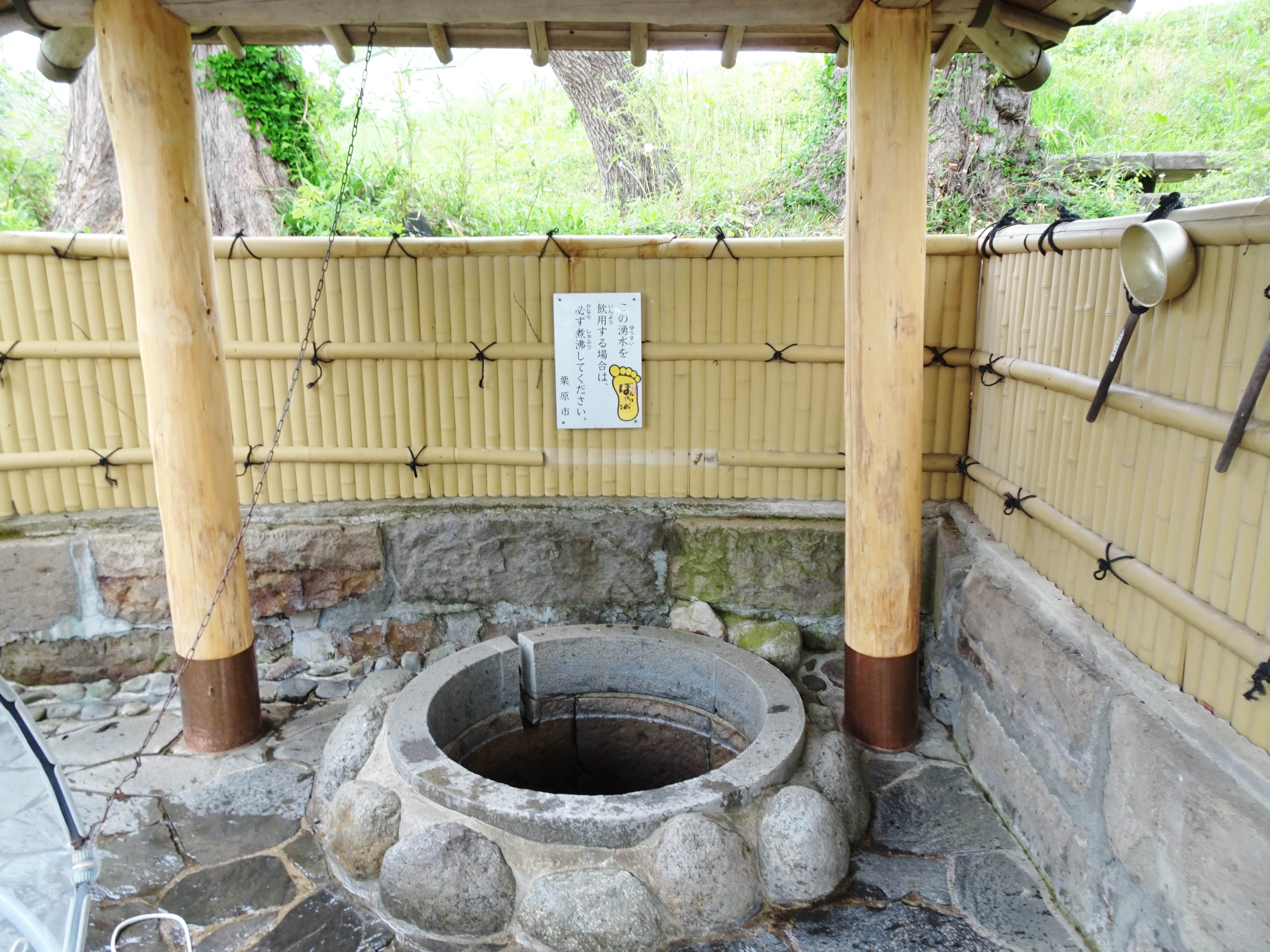
桂葉清水の湧水井

桂葉清水（かつらはしみず）は、宮城県栗原市高清水長福寺26にある桂の木の大木の根元から湧き出る湧水であり、1985年（昭和60年）名水百選のひとつに選定された。地元では「かつらっぱ」と親しまれて呼ばれている。

## 概要
栗原市の南端に位置する旧高清水町は元々「高泉」（たかしみず）と呼ばれた、その名のとおり一級河川北上川水系小山田川の丘陵に泉が湧き高清水の七清水と呼ばれていた。しかし周辺の開発により同清水は近年湧出量が減り、微量な湧水となった。そのため湧水飲用は煮沸が必要である。
また、高清水出身の歌人、中村徳重郎は故郷高清水を思い以下の歌を詠んでいる。

## 高清水の七清水
- 桂葉清水 - 名水百選（前述）
- 清水権現清水 - かって旧志波姫神社の境内に「高泉」と呼ばれた泉があり「高清水」の町名の起こりであるという説もあるが、現在は枯渇し石碑が残る。
- 清水権現下清水 - 小山田川の堤防にあり、昔は街道ぞいに泉があった、現在は堤防に石碑が残る。
- 金剛院清水 - 高清水の本町地区の私邸に湧く泉、現在は自家用水として利用されており。古文書には南小山清水と記されている。
- 小山下清水 - 牟良佐喜神社西側の川沿いにあり、昔は参拝客や旅人の休憩の場、水飲み場として使われていた。
- 本町裏清水 - 下町地区、私邸の裏手にあり、上水道が完成するまで、近隣住民の飲料水として使われていた。
- 新町裏清水 - 高清水総合支所裏の道路脇に榎の大木があり、その下に泉が湧いていた、現在は畑の中に石碑が残る。古文書には高田清水と記されている[2]。

## 交通
- 東北新幹線くりこま高原駅から
- 宮城県道1号古川佐沼線